# نشوکای
نشوکای (به لاتین: Neshukay) یک منطقهٔ مسکونی در روسیه است که در آدیغیه واقع شده‌است.